# Charles Savarin
Charles Savarin, né le 2 octobre 1943, est un homme d'État dominiquais, président du Commonwealth de la Dominique de 2013 à 2023.

## Biographie
En 1983, Savarin a été nommé ministre sans portefeuille au cabinet du Premier ministre chargé de la responsabilité du commerce, de l'industrie et du tourisme.
En 1986, Savarin est nommé ambassadeur et représentant permanent auprès de l'Union européenne. Il a également été le principal porte-parole des États africains, des Caraïbes et du Pacifique pour les bananes. Cette mission prend fin en 1993, lorsqu'il est retourné à la Dominique pour devenir directeur général de la Société de développement national (NDC).
Ministre des Affaires étrangères de 2005 à 2007, il est élu président du Commonwealth de la Dominique le 30 septembre 2013 par le Parlement, en obtenant 19 voix, l'opposition ayant boycotté le scrutin, et prend ses fonctions le 2 octobre suivant. Il est réélu le 1er octobre 2018.